# Agustín Carril
Agustín Carril (* 3. Dezember 2005) ist ein argentinischer Leichtathlet, der sich auf den Stabhochsprung spezialisiert hat.

## Sportliche Laufbahn
Erste internationale Erfahrungen sammelte Agustín Carril im Jahr 2021, als er bei den U18-Südamerikameisterschaften in Encarnación mit übersprungenen 4,20 m den vierten Platz belegte. Im Jahr darauf siegte er mit 4,55 m bei den U18-Südamerikameisterschaften in São Paulo und 2023 brachte er bei den U20-Südamerikameisterschaften in Bogotá keine Höhe zustande. 2025 belegte er bei den Südamerikameisterschaften in Mar del Plata mit 5,20 m den fünften Platz.
2025 wurde Carril argentinischer Meister im Stabhochsprung.